# Kinzo Taniguchi
Kinzo Taniguchi (japanska: 谷口 金蔵), född 1910 i dåvarande Fukami (numera Prigorodnoje), var en japansk längdskidåkare. Han deltog i det olympiska spelen i Lake Placid 1932 i längdskidåkning. Han bröt dock, precis som många andra, distansen 50 kilometer.